# Hrabstwo Bonneville
Hrabstwo Bonneville (ang. Bonneville County) – hrabstwo w stanie Idaho w Stanach Zjednoczonych. Obszar całkowity hrabstwa obejmuje powierzchnię 1919,59 mil² (4971,71 km²). Według szacunków United States Census Bureau w roku 2009 miało 101 329 mieszkańców. Jego siedzibą administracyjną jest Idaho Falls.
Hrabstwo powstało 7 lutego 1911 r. wydzielone z północnego i wschodniego obszaru hrabstwa Bingham. Nazwa pochodzi od nazwiska oficera armii amerykańskiej Benjamina Bonneville'a, który w 1830 badał rejon rzeki Snake

## Miejscowości
- Ammon
- Iona
- Irwin
- Idaho Falls
- Lincoln (CDP)
- Ririe
- Swan Valley
- Ucon